# Tiruvannamalai
Tiruvannamalai (Tamil: திருவண்ணாமலை Tiruvaṇṇāmalai [ˈtiɾɯʋaɳːaːmalɛi̯], auch Thiruvannamalai) ist eine Stadt im südindischen Bundesstaat Tamil Nadu mit rund 145.000 Einwohnern (Volkszählung 2011). Sie liegt am Rande der Talebene des Flusses Ponnaiyar zu Füßen des Berges Arunachala, eines Ausläufers der Ostghats, rund 160 Kilometer südwestlich von Chennai. Tiruvannamalai ist Verwaltungssitz des Distrikts Tiruvannamalai.
Die Geschichte Tiruvannamalais lässt sich anhand von Tempelinschriften bis in die Regierungszeit des Chola-Königs Aditya I. (871 bis 907) zurückverfolgen. Um die Mitte des 10. Jahrhunderts nahm der Rashtrakuta-Herrscher Krishna III. die Stadt ein. Den Chola gelang vermutlich erst gegen Ende der Regierungszeit Rajarajas I. (985 bis 1014) die Rückeroberung. Ab dem 13. Jahrhundert kam Tiruvannamalai unter die Herrschaft der Pandya, der Hoysala, des Sultanats von Delhi und schließlich Vijayanagars. Im 17. Jahrhundert übernahmen die ehemaligen Statthalter (Nayaks) des Vijayanagar-Reiches die Stadt. Gegen Ende des 18. Jahrhunderts kam sie unter britische Herrschaft, welche bis auf eine kurze Unterbrechung im Jahre 1816, als Tiruvannamalai vorübergehend zu Mysore gehörte, bis 1947 andauerte.
Das Wahrzeichen Tiruvannamalais ist der gewaltige Arunachaleswara-Tempel. Um das zentrale Heiligtum der Tempelanlage – mit einer Ausdehnung von knapp zehn Hektar einer der größten Südindiens – sind drei Innenhöfe angeordnet, die jeweils durch kunstvoll verzierte Gopurams (Tortürme) betreten werden. Der innerste Gopuram, der „Papageienturm“, wurde im 11. Jahrhundert vom Chola-König Rajendra I. (reg. 1012 bis 1044) gestiftet. Auch die Pfeilerhalle stammt aus jener Zeit. Die Hoysala fügten weitere Anbauten hinzu. König Krishnadevaraya (reg. 1509 bis 1529) von Vijayanagar ließ die insgesamt neun Gopurams auf ihre heutige Höhe aufstocken und prachtvoll ausstatten. Der Arunachaleswara-Tempel ist dem Gott Shiva Lingodbhava geweiht, der auf dem Berg Arunachala nahe der Stadt in Form einer Feuersäule erschienen sein und damit das Zeichen des Lingam geschaffen haben soll. Pilger besuchen nicht nur den Arunachaleswara-Tempel, sondern besteigen oder umkreisen auch den sagenumwobenen Berg, nach dem er benannt ist. Jedes Jahr findet im tamilischen Monat Karttigai (November/Dezember) ein Pilgerfest namens Karttigai Dipam statt. Zu Füßen des Arunachala liegt als weiterer Anziehungspunkt und Pilgerstätte der Sri Ramana Ashram, benannt nach dem indischen Weisen Ramana Maharshi (1879–1950).
Tiruvannamalai ist einer der meistbesuchten hinduistischen Wallfahrtsorte in Tamil Nadu. Neben indischen Pilgern wird der Ort in geringerem Umfang auch von ausländischen Touristen frequentiert. Im Jahr 2011 verzeichnete Tiruvannamalai insgesamt 8,1 Millionen Besucher.
83 Prozent der Einwohner Tiruvannamalais sind Hindus, 14 Prozent sind Muslime und 3 Prozent Christen. Die Hauptsprache ist, wie in ganz Tamil Nadu, das Tamil, das von 92 Prozent der Bevölkerung als Muttersprache gesprochen wird. 5 Prozent sprechen Urdu und 3 Prozent Telugu.

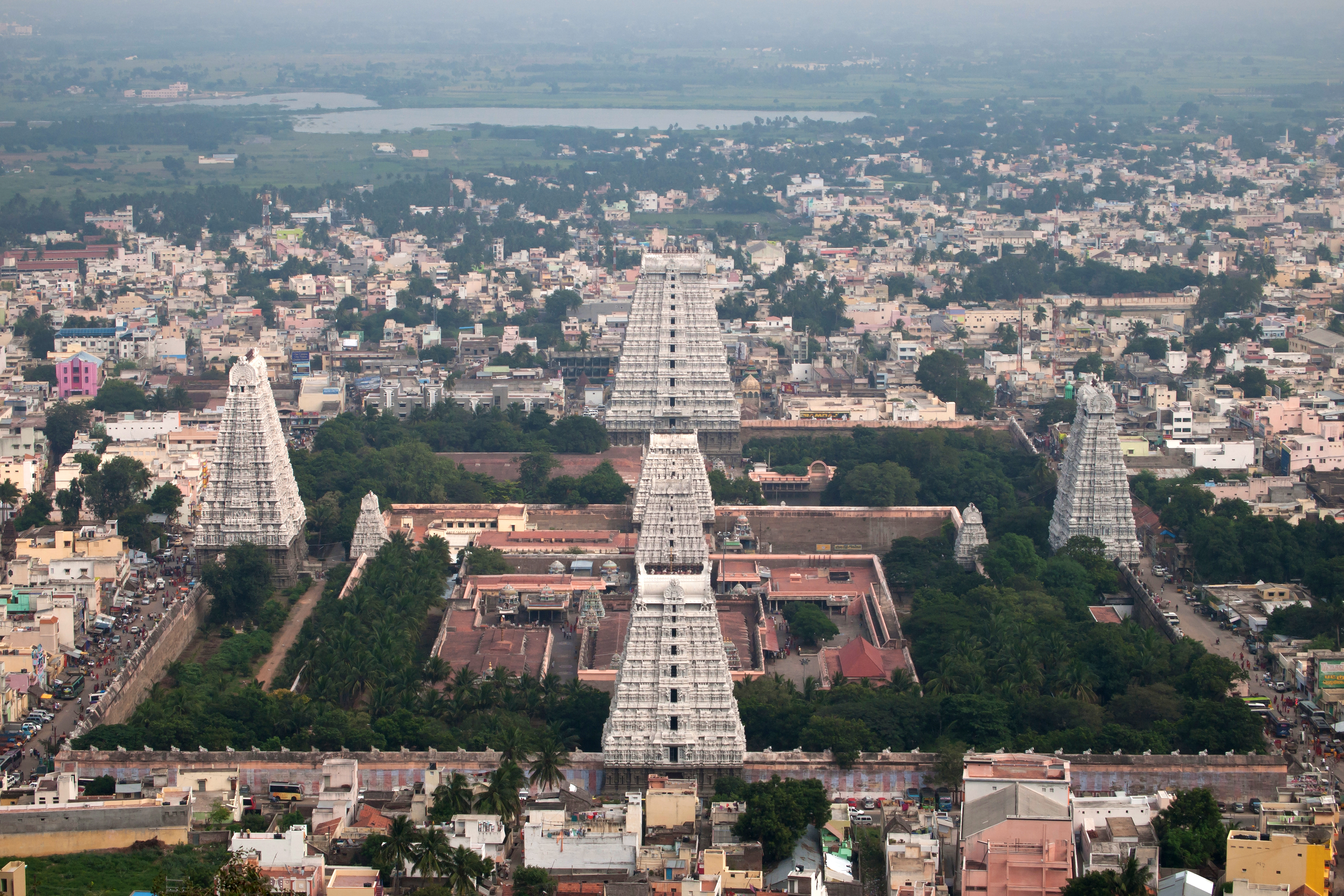
Blick vom Red Mountain auf den Arunachaleswara-Tempel
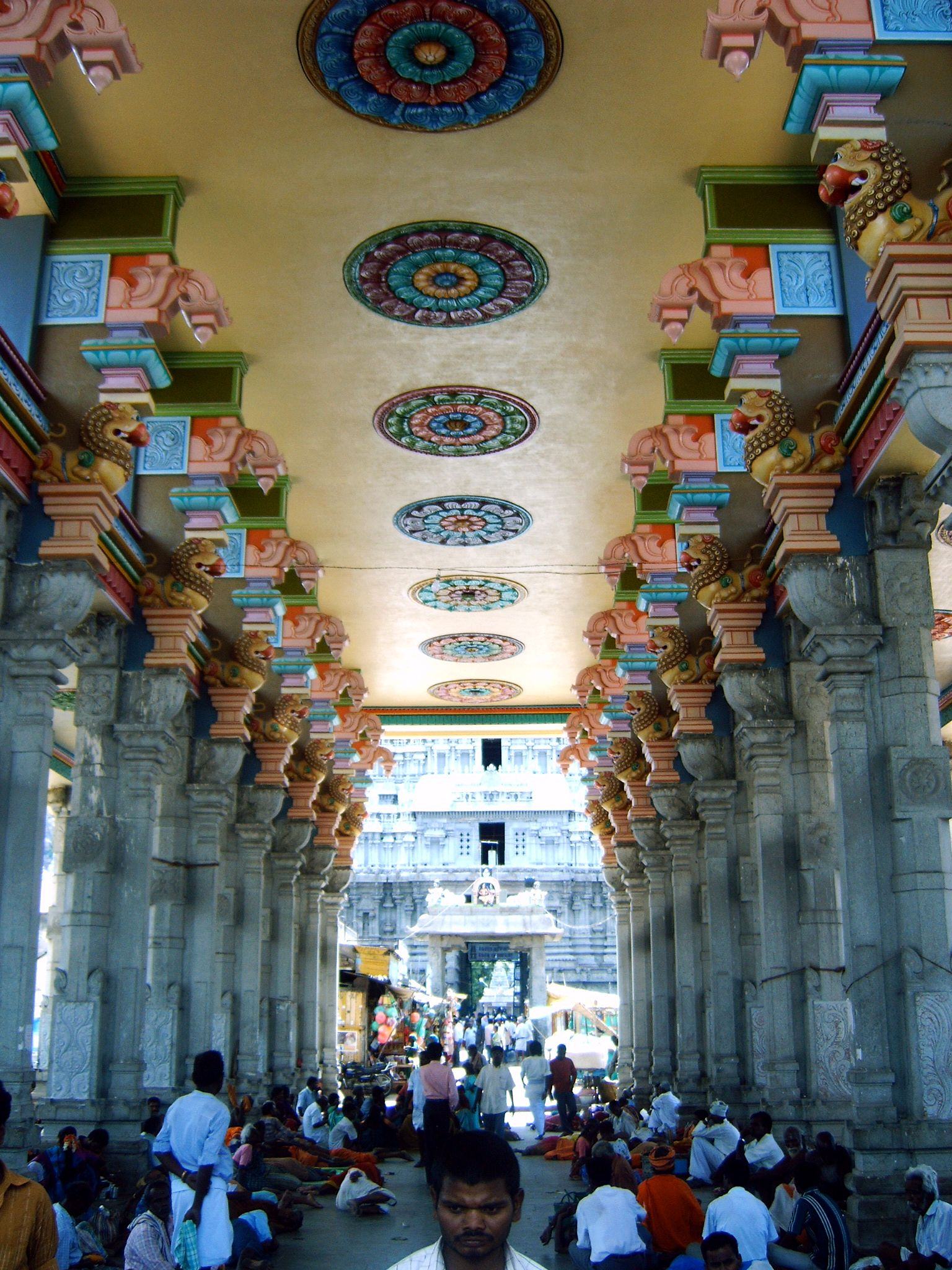
Im Inneren des Arunachaleswara-Tempels
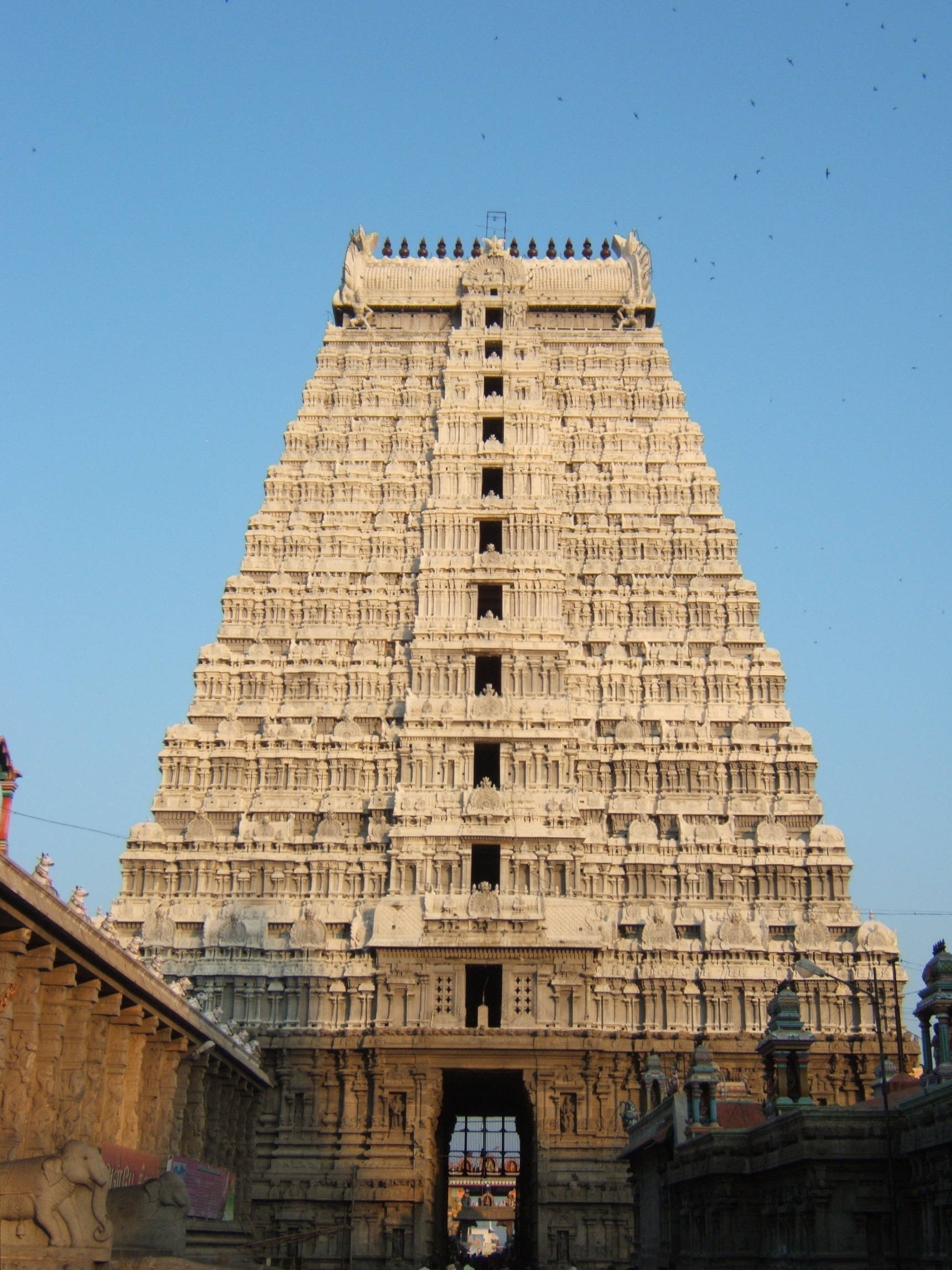
Einer der Eingangstor-Türme (Gopuram) zum Arunachaleswara-Tempel